# Hill Point Creek
Der Hill Point Creek ist ein 8 Kilometer langer Fluss im Sauk County im US-Bundesstaat Wisconsin. Er entspringt einer Böschung etwa 400 Meter westlich der South Main Street (County Road G) und fließt anfangs in südöstliche Richtung. Kurz nachdem er die Ortschaft Hill Point verlässt, schwenkt er in nordöstliche Richtung um und mündet etwa 150 Meter westlich der North View Road in den Narrows Creek. Der Hill Point Creek besitzt fünf namenlose Nebenflüsse und sein Einzugsgebiet beträgt 4,6 Hektar.